# Древняя Месопотамия
Древняя Месопотамия, также Древнее Двуречье, Древнее Междуречье — древняя страна в Западной Азии в долине рек Тигр и Евфрат; место возникновения и развития древнейшей цивилизации; на территории Месопотамии располагались шумеро-аккадские царства Шумер, Аккад, Вавилония и Ассирия, а также хуррито-арийское государство Митанни.
Месопотамия — одна из великих цивилизаций Древнего мира; наряду с Египтом считается первой на Земле; возникла в середине 4-го тысячелетия до н. э., угасла — в начале нашей эры. В Месопотамии появилась древнейшая письменность, первые города и государства (в том числе имперского типа), зачатки банковской системы, древнейшая литература, библиотеки, школы, архивы, музеи, монотеистические и дуалистические учения (зачатки монотеизма в культах Ашшура и Бэла-Мардука, манихейство). Сам облик месопотамской цивилизации (архитектура, скульптура и др.) и её институты (государственность, право, денежная система, календарь и т. д.) стали образцом для многих государств и обществ Ближнего Востока — Элама, Хеттского царства, Мидии, Персидской державы и других.
Оставила глубокий след в мировой культуре: к её достижениям восходят древнейшие традиции математики (деление круга на 360 градусов и другие единицы шестидесятеричной системы счисления), астрономии (зодиак и другие созвездия).

## География

### Природные условия
Месопотамия (др.-греч. Μεσοποταμία «Междуречье») — область в Передней Азии между реками Тигр и Евфрат. Границами Месопотамии служат: на севере — горы Армянского нагорья, на юге — берег Персидского залива, на западе — Сирийско-Месопотамская степь, на востоке — Иранское нагорье. В настоящее время основная часть Месопотамии принадлежит Республике Ирак. Выделяют Верхнюю (Северную) и Нижнюю (Южную) Месопотамию, значительно отличающиеся по природным условиям; условная граница между ними проходит по линии современных городов Хит—Самарра.
В физико-географическом отношении Месопотамия представляет собой обширную глинистую равнину — Месопотамскую низменность, прорезаемую средним и нижним течением Тигра, Евфрата и их притоков — Балиха, Хабура, Верхнего и Нижнего Заба, Диялы. В древности Тигр был полноводнее Евфрата и обе реки впадали в Персидский залив отдельными устьями; в настоящее время они сливаются в Шатт-эль-Араб. Климатические условия Верхней и Нижней Месопотамии различаются; север региона входит в зону субтропиков: в древности там зимой нерегулярно выпадал снег, весной и летом — дожди; юг страны отличается исключительно жарким и засушливым тропическим климатом. В Верхней Месопотамии реки прорезают обширное известняковое плато Джезире, запирающее их в узкой долине; природные условия там способствуют занятию богарным земледелием. В Нижней Месопотамии разливы рек сформировали мощный слой аллювия; из-за аридности климата земледелие там невозможно без искусственного орошения — ирригации. Крайний юг Месопотамии представляет собой обширную заболоченную зону, в древности именуемую «Горькой рекой» (аккад. ÍDmarratum).
Растительный мир Месопотамии беден: деревья распространены лишь в подгорной полосе на севере региона; по берегам рек растут ивы, в низовьях Тигра и Евфрата — заросли тростника. Животный мир отличался относительным разнообразием: реки изобиловали рыбой, берега и тростниковые болота — птицами, в сухих степях и прибрежных зарослях обитали дикие быки, ослы и свиньи, а также газели, зайцы, лисы, страусы, львы и другие животные. Главным богатством Месопотамии были её плодородные почвы; в остальном страна бедна природными ресурсами: на её территории в изобилии встречаются только глина и природный асфальт; лишь северная часть Месопотамии примыкает к горным месторождениям полезных ископаемых — металлов (свинца, олова, железа) и строительного камня.

### Исторические области

#### Шумер
Шуме́р (аккад. Šumerû, Māt Šumerim), или Киэнги (шум. Ki-en-gi(-r)) — древняя область в южной и центральной части Нижней Месопотамии (до города Ниппур включительно). Этимология неясна. В шумерском варианте («Киэнги») первые упоминается в надписи правителя Эншакушанны (ок. 2450 года до н. э., конец РД); в аккадском варианте («Шумер») — в надписи царя Римуша (XXIII век до н. э., аккадский период). Шумер был идентифицирован исследователями XIX века по титулу «царь Шумера и Аккада» (аккад. šar Šumeri u Akkadî) из надписей вавилонских царей. Тогда же, по имени этой области исследователи дали название открытому ими шумерскому языку и его носителям — шумерам. В публикациях Шумером также называют весь юг Месопотамии — область доминирования письменного шумерского языка, а также соответствующий этому времени начальный этап истории Древней Месопотамии (конец 4-го — конец 3-го тыс. до н. э.).
Первоначально Шумером (в форме «Киэнги») могли называть поселение в районе города Ниппура, где располагался храм общешумерского верховного бога Энлиля; впоследствии это название распространилось на всю центральную и южную часть Нижней Месопотамии. В узком смысле Шумер включал лишь юг Вавилонии последующего времени, без территорий обширного государства Лагаш; однако в период Фара объединение шумерских государств («Киэнги») охватило всю Нижнюю Месопотамию — включая её северную аккадоязычную часть (будущую область Аккад).
В Шумере возникли древнейшие государства Двуречья — Урук, Ур, Ларса, Ниппур и другие; однако политического единства Шумер не представлял, вероятно являясь лишь подобием культового союза с центром в священном Ниппуре. Периодически сильнейшие государства Шумера добивались гегемонии, подтверждение которой давалось в Ниппуре вместе с титулом «лугаль Страны» (лугаль-калама); в период РДІІІ уро-урукский правитель Эншакушана первым использовал для обозначения своей гегемонии титул «царь Шумера» (лугаль Киэнги). Объединение Шумера в рамках централизованного государства произошло лишь в XXIV веке до н. э. в результате завоевания этих земель Аккадом. Цари Аккада временами добавляли к своей титулатуре титул «царь Шумера» (аккад. šar māt Šumeri), в это время шумерский язык уступил роль ведущего языка аккадскому. Новый подъём шумерской культуры произошёл после крушения Аккадского царства — с возвышением II династии Лагаша. В конце 3-го тысячелетия до н. э. Шумер был включён в границы Царства III династии Ура, правители которого приняли объединённый титул: «царь Шумера и Аккада» (Шумеро-Аккадское царство). Собственно Шумер составляя южную часть этого государства ; это было время последнего расцвета шумерской письменной культуры (так называемый «шумерский ренессанс» или новошумерский период). С падением Царства III династии Ура шумерский язык стремительно уступал позиции вавилонскими диалектами аккадского языка. В начале 2-го тысячелетия он ещё сохранял статус официального в некоторых государствах старовавилонского периода — прежде всего в Исине и Вавилонском царстве, однако после разгрома Шумера вавилонским царём Самсуилуной утратил основные центры развития и пришёл в упадок. Впоследствии Шумером именовали южную часть Вавилонии; сами шумеры к тому времени смешались с вавилонянами, а титул «царь Шумера и Аккада» стал традиционным титулом вавилонских царей.

#### Аккад
Акка́д (аккад. Māt Akkadî) или Киури, Ки-Ури (шум. Ki-uri)) — древняя область в северной части Нижней Месопотамии, к северу от Шумера. Аккадское название («Аккад») образовано от одноимённого города (также Аккаде); этимология шумерской формы («Киури») неясна. Как особая область впервые упоминается в период III династии Ура, но в научных публикациях встречается распространение этого названия на предшествующие периоды или использование особого обозначения «Север» (отличного от «Юг» — собственно Шумер в узком смысле). Город Аккад был известен европейцам из Библии; в середине XIX века был идентифицирован титул «царь Шумера и Аккада», передававший название двух основных областей Нижней Месопотамии. По имени «Аккад» сами жители Месопотамии называли местный семитский язык аккадским, на этом же основании исследователи XIX века назвали древнейших носителей этого языка «аккадцами».
Основой культуры Севера могла послужить особая семитская цивилизация Киша, выделенная И. Гельбом. В раннединастический период Север входил в зону распространения письменного шумерского языка (Шумер в широком смысле), однако отличался своеобразием. Значительную часть местного населения составляли восточные семиты (будущие аккадцы), главным культово-политическим центром был не Ниппур, а Киш, местные гегемоны носили отличный от шумерских владык титул «лугаль Киша»; предполагается, что и сам титул лугаль, подразумевавший сильную царскую власть также впервые появился в Кише. Важнейшими городами Севера были Киш, Кута, Сиппар, городища на месте холмов Джемдет-Наср, Телль-Укайр и другие. В XXIV веке до н. э. на Севере возникло Аккадское царство; оно объединило города-государства Месопотамии, став первым централизованным государством региона. С падением этой державы название «страна Аккада» (аккад. Māt Akkadî) закрепилось за областью севера Нижней Месопотамии; а в конце 3-го тысячелетия до н. э. область Аккад составляла северную часть единого государства Шумер и Аккад. К началу 2-го тысячелетия до н. э. аккадский язык разделился на вавилонские и ассирийские диалекты, вытеснив шумерский в качестве основного языка Месопотамии. Потомками аккадцев стали вавилоняне и древние ассирийцы. Аккадом при этом стали именовать северную часть Вавилонии.

#### Вавилония
Вавилония — обозначение Нижней Месопотамии (Шумера и Аккада) со 2-го тысячелетия до н. э. Образовано от города-государства Вавилон, который в правление царя Хаммурапи (1792—1750 годы до н. э.) вновь объединил Месопотамию. «Вавилония» — позднее греческое наименование Нижней Месопотамии; сами жители Месопотамии (вавилоняне и древние ассирийцы) использовали для обозначения этих земель традиционные названия — «Аккад», «Шумер и Аккад», а также касситское имя «Кардуниаш».
Город Вавилон располагался на севере Нижней Месопотамии, в области Аккад, и долгое время не играл значительной роли. Лишь в начале 2-го тысячелетия до н. э. он добился гегемонии в Аккаде, после чего вновь объединил всю Месопотамию в рамках единого государства. На протяжении большей части периода 2-го—1-го тысячелетий до н. э. Нижняя Месопотамия находилась под властью Вавилона, вследствие чего получила название (экзоним) «Вавилония». При этом северная часть страны традиционно именовалась Аккадом, а южная — Шумером. Для крайнего юга Месопотамии периодически использовались особые названия — «Приморье/Страна моря» (Приморское царство) и «Халдея» (область расселения племён халдеев). Основой населения были вавилоняне — потомки аккадцев и шумеров, говорившие на вавилонских диалектах аккадского языка. В 1-м тысячелетии до н. э. с передвижением халдеев Вавилония подверглась значительной арамеизации, а самих вавилонян стали именовать «халдеями» (так же как и саму Вавилонию, периодически, — Халдеей). В VI веке до н. э. Месопотамия вошла в состав державы Ахеменидов, став её IX сатрапией. Важнейшую роль в изучении этого периода сыграли античные источники, использующие греческое название «Вавилония»; оно сохранялось и во времена поздней античности. После арабского завоевания VII века для Нижней Месопотамии стало использоваться арабское название «Ирак»; в европейских трудах название «Вавилония» сохранялось ещё долгое время.

#### Ассирия
Ассирия — область в Верхней Месопотамии, в среднем течении Тигра. Название образовано от города Ашшур, древнейшей столицы Ассирийского царства.

## Население
С древнейших времён Месопотамию населяли племена и народы разной языковой принадлежности.

### Шумеры
Шумеры — древнейшее известное население Нижней Месопотамии, говорившее на шумерском языке. Вопрос о происхождении шумеров и родственных связях их языка остаётся открытым (так называемая «шумерская проблема»). В настоящее время шумерский не относится ни к одной из известных языковых семей. Присутствие шумеров в Нижней Месопотамии достоверно фиксируется с рубежа 4-го — 3-го тысячелетий до н. э., когда была изобретена письменность; однако существует предположение об их более раннем присутствии в тех краях, в том числе среди убейдских общин. Шумеров иногда называют создателями цивилизации Древней Месопотамии: все древнейшие известные тексты написаны на шумерском, а саму цивилизацию Древней Месопотамии на ранних этапах называют шумерской цивилизацией или просто Шумером. Вместе с тем, данные лингвистики указывают на то, что на заре истории шумеры контактировали с неким ранним населением, от которого они заимствовали культурные термины, топонимы, достижения в сфере хозяйства и некоторые религиозные верования. С распространением в Месопотамии диалектов семитского аккадского языка, шумерский постепенно выходит из употребления; ко второму тысячелетию до н. э. он был уже мёртвым языком, но сохранялся как язык науки, религии и изучался в школах вплоть до I века до н. э. Утратив свой язык, шумеры сохраняли религию и культуры, пока не слились с семитским населением Месопотамии.

### Аккадцы
Аккадцы (аккад. șalmat qaqqadim, «черноголовые») — принятое в научной литературе обозначение семитоязычного населения Месопотамии второй половины III тыс. до н. э., говорившего на аккадском языке; с аккадцами связано возникновение первого централизованного государства в истории Месопотамии — Аккадского царства. Этноним «аккадцы» связан с Аккадским царством, название которого в свою очередь восходит к городу Аккаде — столице этого образования. Самоназванием аккадцев (как и шумеров) было «черноголовые» аккад. șalmat qaqqadim. Антропологические особенности аккадцев — предмет дискуссий; такая ситуация обусловлена двумя факторами: 1) малочисленностью и плохой сохранностью антропологического материала; 2) сосуществованием аккадцев с представителями других групп населения, «этническая» смешанность погребений, трудность установления «этнической» принадлежности костяков. В целом, исследователи относят древнее население Южной Месопотамии к средиземноморскому типу европеоидной расы. Это люди со смуглой кожей, тёмными глазами, прямым носом, тёмными прямыми или курчавыми волосами; такой облик имеет и население современного Южного Ирака. Вместе с тем, А. Мортгат предполагал брахикефалию чертой, отличающей аккадцев от шумеров. Аккадцы представляют восточную ветвь семитских народов (восточные семиты) и по всей видимости, являются выходцами из Аравии. Ещё в среде ранних исследователей возникла традиция сопоставлять аккадцев и шумеров, рассматривая первых как более позднюю по отношению ко вторым группу населения. В то же время, обстоятельства и время проникновения восточных семитов в Месопотамию остаются неизвестными. Переселившись в долину двух рек, восточные семиты могли ассимилировать часть местного населения. Аккадский язык принадлежит к восточной группе семитских языков афразийской макросемьи. Это самый древний письменно зафиксированный семитский язык. Собственно аккадцы говорили на отдельном его диалекте (так называемый староаккадский диалект). В последующее время на этом же языке (но других диалектах) говорили вавилоняне и древние ассирийцы. Сопоставление с другими семитскими языками позволило хорошо изучить аккадский, реконструировав его фонологию, грамматику, синтаксис. Фонетика староаккадского диалекта сохраняла ряд протосемитских гласных. Имя имеет категорию рода, числа, падежа, состояния и может как склоняться, так и спрягаться (например в стативе). Глаголы делятся на классы по огласовке (всего 4 класса) и спрягаются в рамках пород (4 основных). Имеются 3 «времени» — презенс, претерит и перфект, передающие не столько время, сколько характер действия или его отношение к другому действию. Наклонения: индикатив, субъюнктив, императив; формы пожелания: прекатив, ветитив, прохибитив, когортатив. На порядок слов в предложении вероятно повлиял шумерский язык: порядок нетипичен для синтаксиса семитских языков: SOV. Имеется пласт заимствований из шумерского. Письменность — клинопись, заимствованная у шумеров. Вопрос о времени и обстоятельствах появления восточных семитов в Месопотамии остаётся открытым. Наиболее ранние глоссы, написанные по-аккадски, датируются временем ок. XXVI в. до н. э. (период Фара). В середине III тыс. до н. э. восточные семиты могли составлять большинство населения в области Ки-Ури и занимать более северные регионы. В XXIV в. до н. э. неизвестный восточносемитский вождь поднял восстание и захватил центр Ки-Ури — город Киш. Приняв имя «Истинный царь» он перенёс столицу в город Аккаде и впоследствии подчинил шумерские города, объединив их в рамках централизованного Аккадского царства. С образованием последнего восточных семитов принято именовать собственно аккадцами. Аккадский стал официальным языком царства; с этого времени начинается массовое его распространение и развитие как письменного языка. Поскольку аккадцы и шумеры имели единое самоназвание и отчётливо не отделяли себя друг от друга, постольку происходит семитизация шумерского населения. После падения царства и периода власти кутиев, земли Шумера и Аккада были включены в рамки державы III династии Ура. Семитизация шумеров в то время достигает пика; аккадский вытесняет шумерский из разговорной речи, но сам язык восточных семитов при этом также эволюционирует: в нём появляются черты будущих вавилонских диалектов. После распада Шумеро-Аккадского царства III династии Ура, эти земли были захвачены амореями, основавшими там собственные царства. Завоевание во II тыс. до н. э. Нижней Месопотамии Вавилоном привело к включению её в рамки единого государства; древнее население этих земель — аккадцы, остатки шумеров и некоторые другие компоненты — слились в единую этническую общность вавилонян. Влияние шумерской культуры на аккадцев было столь мощным, что выделить собственно аккадские элементы в культуре Месопотамии III тыс. до н. э. крайне сложно. Трудность обуславливается и практически полным отсутствием письменных источников по ранней истории восточных семитов. По всей видимости, переселившиеся в Месопотамию предки аккадцев практически утратили идентичность, влившись в мир Месопотамской цивилизации, основным носителем которой были шумеры. Аккадские боги были отождествлены с шумерскими, шумерские боги получили аккадские имена (Инанна — Иштар, Энлиль — Эллиль и т. д.), шумерские мифы, гимны, эпические сказания и т. д. были со временем переведены на аккадский язык. Исследования учёных позволили выявить, что боги восточных семитов были покровителями отдельных общин; при этом семиты издревле избегали называть богов собственными именами. Каждое племя или община называла своего бога-покровителя «господином» — ба’ал или бел, а богиню-покровительницу «богиней» — ас̠тар или иштар (хотя у южных семитов это было именем мужского божества). В искусстве III тыс. до н. э. выделяется «аккадский» тип скульптуры — более вытянутые, стройные фигуры персонажей, отличающихся от приземистой, как бы скорченной «шумерской» скульптуры.

### Вавилоняне
Вавило́няне — древнее население Южной Месопотамии (Вавилонии) II—I тысячелетия до н. э., говорившее на аккадском языке. Название образовано от названия одноимённой области, имя которой, в свою очередь, восходит к городу Вавилон — столице этих земель. Вавилоняне говорили и писали на особых (вавилонских) диалектах аккадского языка. В I тыс. до н. э. под влиянием халдеев широко распространяется арамейский. С древнейших времён Южная Месопотамия (Вавилония) отличалась этнолингвистической пестротой. С самого начала III тыс. до н. э. письменные источники фиксируют существование населения, говорившего на шумерском языке, в составе которого также были семитские группы, впоследствии известные как аккадцы. Продолжавшаяся иммиграция аккадцев из периферийных регионов сделала это население носителем государственности. В эпоху III династии Ура в Месопотамии начинают расселяться амореи, в первой половине II тыс. до н. э. основавшие свои царства; во второй половине II тыс. до н. э. регион захватывают касситы. Большинство пришлых народов растворялось в среде основной массы населения, во II—I тыс. до н. э. говорившего на вавилонских диалектах аккадского языка.
На рубеже II и I тыс. на Ближнем Востоке расселяются арамеи , а также их ветвь — халдеи. Захват халдеями Вавилонии привёл к постепенной арамеизации местного населения. Геродот сообщает, что вавилоняне носили льняной хитон, доходящий до ног, шерстяной хитон и накидку в виде белой хламиды. На ногах они носили сапоги, а на голове — тюрбаны. Волосы у них были длинные. Исследователи относят древнее население Южной Месопотамии к средиземноморскому типу европеоидной расы. Это люди со смуглой кожей, тёмными глазами, прямым носом, тёмными прямыми или курчавыми волосами.

### Древние ассирийцы
Древние ассирийцы — население Верхней Месопотамии (Ассирии) II—I тыс. до н. э. говорившее на аккадском языке. Этноним «ассирийцы» связан с одноимённой областью, название которой в свою очередь восходит к городу Ашшур — столице этих земель. Древние ассирийцы говорили и писали на особых (ассирийских) диалектах аккадского языка. В I тыс. до н. э. широко распространяется арамейский. Исследователи относят древнее население Верхней Месопотамии к арменоидному типу европеоидной расы. Это люди со светлой кожей, тёмными глазами, сильно выступающим носом, плоским затылком, тёмными волосами. Древние ассирийцы сформировались во II тыс. до н. э. из населения Верхней Месопотамии — аккадцев, амореев, возможно при участии субареев.. Известно, что в III тыс. до н. э. на территории Северной Месопотамии существовало несколько номов/городов-государств, в населении которых присутствовали аккадоязычные элементы. Коренную территорию Ассирии составляли земли в среднем течении Тигра, в том числе холмистые долины Большого (Верхнего) и Малого (Нижнего) Заба. Важнейшими центрами здесь были: Ниневия, Ашшур, Аррапха, Арбелы. Во второй половине III тыс. до н. э. эти земли именовавшиеся «Субарту», вошли в сферу влияния могущественных держав Южной Месопотамии — Аккада и царства III династии Ура. Важнейшее значение для местных городов имело участие в межрегиональной торговле; поэтому общины стремились взять под контроль участки торговых путей, проходящие через верхнемесопотамские степи в Анатолию и Восточное Средиземноморье. Упадок Шумеро-Аккадского царства позволяет городской общине Ашшура (а́лум А́шшур) предпринять попытки собственной экспансии, в результате которой удалось подчинить шумеро-аккадскую колонию Гасур (Нузи), обосноваться в международной торговой колонии Каниш. С крушением Шумеро-Аккадского царства в Месопотамии стали массово расселяться амореи. В самосознании древних ассирийцев важное значение сыграло обширное, но недолговечное объединение аморейского вождя Шамши-Адада I, включавшее основную часть земель Верхней Месопотамии. Столицей Шамши-Адад был Шубат-Эллиль; ассирийские писцы впоследствии считали Шамши-Адада I одним из своих царей и тщательно хранили память о нём. После распада «Староассирийской» державы Шамши-Адада рассматриваемая область и сам город Ашшур попали под власть Вавилонии, затем — Митанни. Лишь во второй половине II тыс. до н. э. ассирийцам удалось вернуть независимость и возобновить торгово-военную экспансию. Завоевания Ашшур-убаллита I, Тукульти-Нинурты I и Тиглатпаласара I превратили Ассирию в одну из великих держав. Собственно с этого времени под Ассирией стала пониматься вся историческая область на Среднем Тигре, а не только ном Ашшур. Катастрофа бронзового века нанесла тяжёлый удар по ассирийской государственности: полчища арамеев наводнили страну, в течение нескольких десятилетий страна находилась в упадке. В начале I тыс. до н. э. Ассирия преодолела упадок и возобновила завоевательную политику, что в итоге сделало её одной из величайших держав в истории человечества (первой «мировой» империей). Тем не менее, в это время аккадоязычные ассирийцы подвергаются ассимиляции со стороны арамеев; арамейский язык вытесняет аккадский из разговорного; главными центрами аккадской ассирийской культуры оставались города.
Крушение Ассирийской державы и последующее тотальное истребеление населения её городов мидийцами, скифами, и вавилонянами привело к исчезновению аккадоязычной ассирийской народности. Немногочисленные выжившие её представители были ассимилированны представителями других групп населения, в первую очередь, арамеями. Язык современных ассирийцев восходит к арамейским диалектам населения Передней Азии; то есть является скорее «сирийским» (арамейским), чем собственно «ассирийским» (аккадским). В среде современных ассирийцев принято относить себя к потомкам аккадоязычного населения Древней Месопотамии; эту точку зрения поддерживают многие исследователи, среди которых Р. Дж. Биггс, Р. Н. Фрай и другие.

### Прочие
Аборигенное население — древнейшее население Месопотамии неизвестной языковой принадлежности; носители дописьменных археологических культур (хассунской, халафской и др.); некоторыми исследователями обозначаются как субареи.
Заселение Месопотамии происходило в доисторическую эпоху: долину Тигра и Евфрата осваивали жители окрестных гор и предгорий. Освоение страны проходило неравномерно и активизировалось лишь в эпоху неолита. Древнейшие постоянные поселения появились в Верхней Месопотамии, где природно-климатические условия были относительно благоприятными; освоение аридной Нижней Месопотамии произошло лишь в эпоху энеолита и связывается с убейдскими общинами (последняя треть 5-го — первая половина 4-го тысячелетия до н. э.).
Со временем субареи были ассимилированы другим народами, некоторое время сохранясь лишь на севере Месопотамии, в Северной Сирии и на Армянском нагорье; последовавшее расселение хурритов привело к ассимиляции остатков местного автохтонного населения, а название «субареи» перешло на хурритов. С субареями связано древнейшее название Ассирии — «страна Субарту». См. также: Дошумерский субстрат.

## Государства Древней Месопотамии

### Легендарные царства
- Эреду
- Бад-тибира

### Ранние города-государства
- Сиппар
- Шуруппак
- Ниппур
- Киш
- Урук
- Ур
- Лагаш
- Умма

### Централизованные государства
- Аккадское царство
- Шумеро-Аккадское царство
- Вавилонское царство
- Ассирийское царство
- Митанни

## История
Заселение Месопотамии происходило в доисторическую эпоху: долину Тигра и Евфрата осваивали жители окрестных гор и предгорий. Освоение страны проходило неравномерно и активизировалось лишь в эпоху неолита. Древнейшие постоянные поселения появились в Верхней Месопотамии, где природно-климатические условия были относительно благоприятными; освоение аридной Нижней Месопотамии произошло лишь в эпоху энеолита и связывается с убейдскими общинами (последняя треть 5-го — первая половина 4-го тысячелетия до н. э.).
Формирование основ цивилизации Древней Месопотамии связано с урукским периодом (середина 4-го тысячелетия до н. э.), завершение этого процесса — с раннединастическим периодом (XXVIII—XXIV века до н. э.). Создателями цивилизации Древней Месопотамии традиционно считаются шумеры, населявшие первые государства (Урук, Ур, Киш, Лагаш и другие). Первым централизованным государством (деспотией) Месопотамии стало Аккадское царство (XXIV—XXIII века до н. э.); ему наследовало Царство III династии Ура (Шумеро-Аккадское); обе державы погибли в результате внутренних проблем и вторжений соседних племён.
В начале 2-го тысячелетия до н. э. Месопотамия была объединена под властью города-государства Вавилон (Вавилонское царство). В середине 2-го тысячелетия до н. э. в Верхней Месопотамии существовало арийско-хурритское государство Митанни, одна из сильнейших держав Передней Азии. В XIV веке до н. э. в Верхней Месопотамии возникло Ассирийское царство, быстро превратившееся в переднеазиатскую державу. На протяжении конца 2-го — начала 1-го тысячелетия до н. э. в Месопотамии сосуществовали два сильнейших царства: Вавилония (на юге) и Ассирия (на севере); их жители говорили на разных диалектах единого аккадского языка; оба царства пришли в упадок в условиях коллапса бронзового века.
В начале 1-го тысячелетия до н. э. освоение железа и другие причины способствовали очередному возвышению Ассирии В VIII—VII веке до н. э. Ассирийская военная держава превратилась в первую «мировую империю», подчинив все крупные государства в прилегающей части цивилизованного мира. Усобицы, сепаратизм и масштабные вторжения соседних племён, позволили Вавилонии, Мидии и Египту разгромить Ассирию и поделить её владения. В VII—VI веке до н. э. большая часть Месопотамии находилась под властью Нововавилонского царства, одной из великих держав Западной Азии. В 539 году до н. э. Вавилон был взят Киром II Великим, что означало конец политической самостоятельности Древней Месопотамии; автономное Вавилонское царство сохранялось в составе Персии до 481 года до н. э..
В последующее время территория Месопотамии входила в состав разных государств; окончательное угасание культуры Древней Месопотамии относится к сасанидскому периоду.

## Экономика

### Основные занятия. Ирригация
Древнейшие государства возникли в Нижней Месопотамии — в зоне ирригационного земледелия, в то время как в Верхней Месопотамии природные условия способствуют занятию богарным земледелием.
Разливы рек в стране приходятся на март-апрель и на юге они оставляют мощный слой ила, богатого органическими и минеральными веществами; по этой причине почвы Нижней Месопотамии издревле отличались исключительным плодородием. Ирригация в Двуречье сопряжена с рядом трудностей: сложным режимом рек, угрозой засоления, песчаными бурями и нагонными ветрами, создающими угрозу наводнений. Для снижения влияния негативных факторов население Нижней Месопотамии с древнейших времён проводило сложный комплекс мелиоративных работ: рытьё каналов, сооружение дамб, шлюзов и т. д. Ирригационное земледелие давало богатые урожаи злаковых (ячменя, полбы, проса) и технических (сезам, лён) культур. Важнейшей садовой культурой была финиковая пальма, у которой, по сведениям Страбона, в древности знали 360 полезных свойств. Выращивали также виноград и плодовые деревья (яблони, инжир), огородные (лук, чеснок, огурцы, баклажаны, тыква) и бобовые культуры (чечевица, фасоль, горох).
Месопотамия расположена в центре Ближнего Востока, что с древности обуславливало её ведущую роль в международной торговле; через Месопотамию проходили важнейшие сухопутные и водные пути межрегионального обмена.
Эта страна, отделённая от всей остальной Передней Азии едва проходимыми пустынями, начала заселяться ещё примерно в 6-м тысячелетии до н. э. В течение 6-го—4-го тысячелетий до н. э. поселившиеся здесь племена жили крайне бедно: ячмень, высеваемый на узкой полосе земли между болотами и выжженной пустыней и орошаемый нерегулируемыми и неравномерными разливами, приносил небольшие и неустойчивые урожаи. Лучше удавались посевы на землях, которые орошались каналами, отведёнными от небольшой реки Диялы, притока Тигра. Лишь в середине 4-го тысячелетия до н. э. отдельные группы общин справились с созданием рациональных осушительно-оросительных систем в бассейне Евфрата.
Бассейн нижнего Евфрата — обширная плоская равнина, ограниченная с востока рекой Тигр, за которой тянутся отроги Иранских гор, а с запада — обрывами Сирийско-Аравийской полупустыни. Без надлежащих ирригационных и мелиорационных работ эта равнина местами представляет собой пустыню, местами — болотистые мелководные озёра, окаймлённые зарослями огромных тростников, кишащих насекомыми. В настоящее время пустынная часть равнины пересечена валами выбросов от копки каналов, и если канал — действующий, то вдоль этих валов растут финиковые пальмы. Кое-где над плоской поверхностью возвышаются глинистые холмы — телли и зольные — ишаны. Это развалины городов, точнее, сотен сосуществовавших последовательно на одном и том же месте сырцовых кирпичных домов и храмовых башен, тростниковых хижин и глинобитных стен. Однако в древности здесь ещё не было ни холмов, ни валов. Болотистые лагуны занимали гораздо больше пространства, чем ныне, протянувшись поперёк всего нынешнего Южного Ирака, и лишь на крайнем юге попадались низменные безлюдные острова. Постепенно ил Евфрата, Тигра и бегущих с северо-востока эламских рек (Керхе, Карун и Диз; в древности они тоже впадали в Персидский залив, как и Тигр с Евфратом, но под углом в 90 градусов к последним) создал наносный барьер, расширивший к югу территорию равнины километров на 120. Там, где раньше болотистые лиманы свободно сообщались с Персидским заливом (это место называлось в древности «Горьким морем»), теперь протекает река Шатт-эль-Араб, в которой ныне сливаются Евфрат и Тигр, имевшие ранее каждый своё устье и свои лагуны.
Евфрат в пределах Нижней Месопотамии разделялся на несколько русел. Из них важнейшими были западное, или собственно Евфрат, и более восточное — Итурунгаль; от последнего к лагуне на юго-востоке отходил канал И-Нина-гена. Ещё восточнее протекала река Тигр, но берега её были пустынны, кроме того места, где в неё впадал приток реки Дияла.
От каждого из главных русел в 4-м тысячелетии до н. э. было отведено несколько меньших каналов, причём с помощью системы плотин и водохранилищ удавалось на каждом задерживать воду для регулярного орошения полей в течение всего вегетационного периода. Благодаря этому сразу возросли урожаи и стало возможно накопление продуктов. Это, в свою очередь, привело ко второму великому разделению труда, то есть к выделению специализированных ремёсел, а затем и к возможности классового расслоения, а именно к выделению класса рабовладельцев, с одной стороны, и к широкой эксплуатации подневольных людей рабского типа и рабов — с другой.
При этом надо заметить, что чрезвычайно тяжёлый труд по строительству и расчистке каналов (как и другие земляные работы) выполнялся в основном не рабами, а общинниками в порядке повинности; каждый свободный взрослый тратил на это в среднем месяц-два в год, и так было в течение всей истории древней Месопотамии. Основные земледельческие работы — пахоту и сев — также вели свободные общинники. Лишь знатные люди, облечённые властью и исполнявшие должности, считавшиеся общественно важными, лично в повинностях не участвовали, землю не пахали.
Массовое обследование археологами следов древнейших поселений Нижней Месопотамии показывает, что процесс улучшения местных мелиоративно-ирригационных систем сопровождался сселением жителей из разрозненных мельчайших посёлков большесемейных общин к центру номов (единицы административного деления), где находились главные храмы с их богатыми зернохранилищами и мастерскими. Храмы являлись центрами сбора номовых запасных фондов; отсюда же по поручению управления храмов в далёкие страны отправлялись торговые агенты — тамкары — обменивать хлеб и ткани Нижней Месопотамии на лес, металлы, рабынь и рабов. В начале второй четверти 3-го тысячелетия до н. э. плотно заселённые пространства вокруг главных храмов обносят городскими стенами. Около 3000 — 2900 годов до н. э. храмовые хозяйства становятся настолько сложными и обширными, что понадобился учёт их хозяйственной деятельности. В связи с этим зарождается письменность.

### Храмовое хозяйство
Все документы происходят из хозяйственного архива храма Эанна, принадлежавшего богине Инанне, вокруг которого консолидировался город Урук, и из аналогичного храмового архива, найденного на городище Джемдет-Наср. Из документов видно, что в храмовом хозяйстве было множество специализированных ремесленников и немало пленных рабов и рабынь, однако рабы-мужчины, вероятно, сливались с общей массой зависимых от храма людей — во всяком случае, так, бесспорно, обстояло дело двумя столетиями позже. Выясняется также, что община выделяла большие участки земли своим главным должностным лицам — жрецу-прорицателю, главному судье, старшей жрице, старшине торговых агентов. Но львиная доля доставалась жрецу, носившему звание эн.
Эн был верховным жрецом в тех общинах, где верховным божеством почиталась богиня; он представлял общину перед внешним миром и возглавлял её совет; он же участвовал в обряде «священного брака», например с богиней Инанной Урукской — обряде, по-видимому считавшемся необходимым для плодородия всей урукской земли. В общинах, где верховным божеством был бог, существовала жрица-эн (иногда известная и под другими титулами), также участвовавшая в обряде священного брака с соответствующим божеством.
Земля, выделенная эну, — ашаг-эн, или ниг-эн, — постепенно стала специально храмовой землёй; урожай с неё шёл в запасный страховой фонд общины, на обмен с другими общинами и странами, на жертвы богам и на содержание персонала храма — его ремесленников, воинов, земледельцев, рыбаков и др. (жрецы обычно имели свою личную землю в общинах помимо храмовой). Кто обрабатывал землю ниг-эна в Протописьменный период, нам пока не совсем ясно; позже её возделывали илоты разного рода. Об этом нам рассказывает архив из соседнего с Уруком города — архаического Ура, а также некоторые другие; они относятся уже к началу следующего, Раннединастического периода.

## Культура

### Общие сведения
Вавилоно-ассирийская культура, культура народов, населявших в древности, в 4-м—3-м тысячелетиях до н. э., Месопотамию — Двуречье Тигра и Евфрата (территория современного Ирака), — шумеров и аккадцев, вавилонян и ассирийцев, создавших крупные государства — Шумер, Аккад, Вавилонию и Ассирию, характеризуется относительно высоким уровнем науки, литературы и искусства, с одной стороны, и преобладанием религиозной идеологии — с другой.
Древнейшая культура: шумеро-аккадская (от названия двух частей территории, южной и северной).
Множество источников свидетельствуют о высоких астрономических и математических достижениях шумеров, их строительном искусстве (именно шумеры построили первую в мире ступенчатую пирамиду). Они авторы древнейшего календаря, рецептурного справочника, библиотечного каталога. Однако, пожалуй, самым весомым вкладом древнего Шумера в мировую культуру является «Сказание о Гильгамеше» («всё видевшем») — древнейшая на земле эпическая поэма. Герой поэмы, получеловек-полубог, борясь с многочисленными опасностями и врагами, побеждая их, познаёт смысл жизни и радость бытия, узнаёт (впервые в мире!) горечь потери друга и неотвратимость смерти.
Записанная клинописью, которая была общей системой письменности для говоривших на разных языках народов Месопотамии, поэма о Гильгамеше является великим памятником культуры Древнего Вавилона. Вавилонское (точнее — древневавилонское) царство объединило север и юг — области Шумера и Аккада, став наследником культуры древних шумеров. Город Вавилон достиг вершины величия, когда царь Хаммурапи (годы правления 1792—1750 годы до н. э.) сделал его столицей своего царства. Хаммурапи прославился как автор первого в мире свода законов (откуда до нас дошло, например, выражение «око за око, зуб за зуб»).
История культур Междуречья даёт пример противоположного типа культурного процесса, а именно: интенсивного взаимовлияния, культурного наследования, заимствований и преемственности.
Вавилоняне внесли в мировую культуру позиционную систему счисления, точную систему измерения времени, они первыми разделили час на 60 минут, а минуту на 60 секунд, научились измерять площадь геометрических фигур, отличать звёзды от планет и посвятили каждый день ими же придуманной семидневной недели отдельному божеству (следы этой традиции сохранились в названиях дней недели в романских языках). Оставили вавилоняне потомкам и астрологию, псевдонауку о предполагаемой связи человеческих судеб с расположением небесных светил. Всё это — далеко не полное перечисление наследия вавилонской культуры.
Развлечения в Месопотамии были аналогичны древнеегипетским.

### Письменность
Шумеры создали первую систему письменности в обозримой истории человечества. Она называется клинопись.
История создания клинописи документально прослеживается в Месопотамии от значков-рисунков до знаков, обозначающих слоги речи и абстрактные понятия. Сначала письмо в Нижней Месопотамии возникало как система объёмных фишек или рисунков. Рисовали на пластичных плитках из глины концом тростниковой палочки. Каждый знак-рисунок обозначал либо сам изображённый предмет, либо любое понятие, связывавшееся с этим предметом. Например, небосвод, зачерченный штрихами, означал «ночь» и тем самым также «чёрный», «тёмный», «больной», «болезнь», «темнота» и т. д. Знак ноги означал «идти», «ходить», «стоять», «приносить» и т. д. Грамматические формы слов не выражались, да это было и не нужно, так как обыкновенно в документ заносились только цифры и знаки исчисляемых объектов. Правда, сложнее было передавать имена получателей предметов, но и тут на первых порах можно было обойтись наименованием их профессий: горн обозначал медника, гора (как знак чужой страны) — раба, терраса (?) (может быть, род трибуны) — вождя-жреца и т. п. Но скоро стали прибегать к ребусу: если на означало «камень», «гиря», то знак гири рядом со знаком ноги подсказывал чтение гена — «идущий», а знак кучи — ба — рядом с тем же знаком подсказывал чтение губа — «стоящий» и т. п. Иногда ребусным способом писали и целые слова, если соответствующее понятие трудно было передать рисунком; так, га («возвращать, добавлять») обозначалось знаком «тростника» ги. Процесс создания письменности происходил примерно с 4000 до 3200 года до н. э. Миновало не менее 400 лет, пока письмо из системы чисто напоминательных знаков превратилось в упорядочённую систему передачи информации во времени и на расстоянии. Это произошло около 2400 года до н. э.
К этому времени из-за невозможности быстро проводить по глине криволинейные фигуры без заусенцев и т. п. знаки превратились уже просто в комбинации прямых чёрточек, в которых трудно было узнать первоначальный рисунок. При этом каждая чёрточка из-за нажима на глину углом прямоугольной палочки получала клиновидный характер; вследствие этого такое письмо называется клинописью. Каждый знак в клинописи может иметь несколько словесных значений и несколько чисто звуковых (обычно говорят о слоговых значениях знаков, но это неверно: звуковые значения могут обозначать и полслога, например, слог боб можно написать двумя «слоговыми» знаками: бааб; значение будет то же, что и при одном знаке баб, разница — в удобстве заучивания и в экономии места при написании знаков, но не в чтении). Некоторые знаки могли быть также и «детерминативами», то есть нечитаемыми знаками, которые только указывают, к какой категории понятий относится соседний знак (деревянные или металлические предметы, рыбы, птицы, профессии и т. д.); таким образом облегчался правильный выбор чтения из нескольких возможных.
Изучение языка некоторых более поздних клинописных надписей (примерно с 2500 года до н. э.) и упоминающихся в надписях (примерно с 2700 года до н. э.) собственных имён показало учёным, что уже в то время в Нижней Месопотамии жило население, говорившее (а позже и писавшее) на двух совершенно разных языках — шумерском и восточносемитском. Шумерский язык с его причудливой грамматикой не родственен ни одному из сохранившихся до наших дней языков. Восточносемитский язык, который позже назывался аккадским или вавилоно-ассирийским, относится к семитской ветке афразийской семьи языков. Как и ряд других семитских языков, он вымер до начала нашей эры. К афразийской семье (но не к семитской её ветви) принадлежал также древнеегипетский язык, в неё и поныне входит ряд языков Северной Африки, вплоть до Танганьики, Нигерии и Атлантического океана.
Ранее 4-го тысячелетия до н. э., в долине Тигра и Евфрата ещё жило население, говорившее на сино-кавказских языках. После опустынивания саванн Сахары и Аравийского полуострова в 4-м тысячелетии до н. э. кочевые народы, говорившие на афроазиатских языках, заселяют дельту Нила, а позднее — Левант и Междуречье. До среднего течения Тигра осваивают одновременно семиты и шумеры. Верхнее течение неоднократно заселяли среднеазиатские кочевники. Большинство современных жителей Месопотамии генетически происходят с Армянского нагорья. Хурриты и хетты оставили многочисленные письменные памятники на севере Месопотамии. Хурриты, предположительно, являлись носителями сино-кавказских наречий, хеттский — древнейший письменный индоарийский язык, позаимствовал шумерскую клинопись.
Что касается наиболее древних месопотамских письменных текстов (примерно с 2900 до 2500 года до н. э.), то они, несомненно, написаны исключительно на шумерском языке. Это видно из характера ребусного употребления знаков: очевидно, что если слово «тростник» — ги совпадает со словом «возвращать, добавлять» — ги, то перед нами именно тот язык, в котором существует такое звуковое совпадение, то есть шумерский. Всё же, по-видимому, население южной части Месопотамии примерно до 2350 года до н. э. говорило в основном по-шумерски, в то время как в центральной и северной части Нижней Месопотамии наряду с шумерским звучал также и восточносемитский язык, в Верхней Месопотамии преобладал хурритский.
Между людьми, говорившими на этих столь различных между собой языках, судя по наличным данным, этнической вражды не было. Очевидно, в то время люди ещё не мыслили такими большими категориями, как одноязычные этнические массивы: и дружили между собой, и враждовали более мелкие единицы — племена, номы, территориальные общины. Все жители Нижней Месопотамии называли себя одинаково — «черноголовыми» (по-шумерски санг-нгига, по-аккадски цальмат-каккади), независимо от языка, на котором каждый говорил.
Поскольку исторические события столь древнего времени нам неизвестны, историки пользуются для подразделения древнейшей истории Нижней Месопотамии археологической периодизацией. Археологи различают Протописьменный период (2900—2750 годы до н. э., с двумя подпериодами) и Раннединастический период (2750—2310 годы до н. э., с тремя подпериодами).
От Протописьменного периода, если не считать отдельных случайных документов, до нас дошли три архива: два (один старше, другой моложе) — из города Урук (ныне Варка) на юге Нижней Месопотамии и один, современный более позднему из урукских, — с городища Джемдет-Наср на севере (древнее название города неизвестно).
Заметим, что письменная система, применявшаяся в Протописьменный период, была, несмотря на свою громоздкость, совершенно тождественной на юге и на севере Нижней Месопотамии. Это говорит в пользу того, что она была создана в одном центре, достаточно авторитетном, чтобы это изобретение было заимствовано разными номовыми общинами Нижней Месопотамии, хотя между ними не было ни экономического, ни политического единства и их магистральные каналы были отделены друг от друга полосами пустыни. Этим центром, по-видимому, был город Ниппур, расположенный между югом и севером Нижнеевфратской равнины. Здесь находился храм бога Энлиля, которому поклонялись все «черноголовые», хотя каждый ном имел и собственную мифологию и пантеон. Вероятно, здесь был когда-то ритуальный центр шумерского племенного союза ещё в догосударственный период. Политическим центром Ниппур не был никогда, но важным культовым центром он оставался долго.

## Упадок
С VI века до н. э. территория Месопотамии входила в состав разных государств; культура этой древней цивилизации при этом постепенно угасала. В период персидского господства (VI—IV века до н. э.) коренное население страны — вавилоняне и древние ассирийцы — активно переходили на арамейский язык, исчезала клинопись. После завоевания Персии Александром Македонским Месопотамия стала частью эллинистического мира (IV—II века до н. э.), базировавшегося на синкретизме греческой и восточной культур. Упадок некоторых важнейших городов (в частности Вавилона) соотносится со временем нахождения Месопотамии в составе Парфянского царства (II век до н. э. — III век); окончательное угасание культуры Древней Месопотамии происходит в эпоху Сасанидской империи (III—VII века).

## Значение и наследие цивилизации Древней Месопотамии
Древняя Месопотамия оставила глубокий след в мировой культуре: к её достижениям восходят древнейшие традиции математики (деление круга на 360 градусов и другие единицы шестидесятеричной системы счисления), астрономии; оказала серьёзное влияние на библейскую традицию (Миф о Потопе, Вавилонской башне и другие сюжеты).
Родившаяся в Древней Месопотамии, по-видимому, на рубеже III—II тыс. до н. э. идея о единой истинной «царственности», переходящей от одного государства к другому, пережила тысячелетия. Хотя в ветхозаветной и христианской традициях отношение к Вавилону и Ассирии было явно негативным, Вавилон оставался в памяти многих поколений первым «мировым царством», наследником которого считали себя последующие великие империи.

## Изучение
Ассириология (комплексная гуманитарная дисциплина, изучающая языки, письменности, культуры и историю Ассирии, Вавилонии и других государств Древней Месопотамии) получила научную основу только в середине XIX века благодаря археологическим исследованиям, проведённым О. Г. Лэйардом и П. Э. Ботта, а также обнаружению Г. Роулинсоном (Англия) в Иране трёхъязычной (древнеперсидско-эламско-вавилонской) Бехистунской наскальной клинописной надписи персидского царя Дария I (около 521 года до н. э.). Лэйард в 1845—1851 годах нашёл и раскопал несколько ассирийских городов, включая Ниневию и Нимруд, в котором обнаружил знаменитую царскую библиотеку клинописных табличек Ашурбанипала. Дешифровка вавилоно-ассирийской клинописи удалась благодаря исследованиям, начатым в 40-х годах XIX века П. Э. Ботта и развитым Э. Хинксом, а также Г. Роулинсоном и иными ассириологами.